# 民主社会運動 (アルジェリア)
| 民主社会運動 Mouvement Démocratique et Social | 民主社会運動 Mouvement Démocratique et Social |
| --------------------------------------------- | --------------------------------------------- |
| 党首                                          |                                               |
| 成立年月日                                    | 1966年                                        |
| 党本部所在地                                  |                                               |
| 政治的立場                                    | 社会主義                                      |
| イメージカラー                                |                                               |
| 下院議席数                                    | 1/389                                         |
| ウェブサイト                                  | http://www.mds-algerie.com                    |

民主社会運動（フランス語: Mouvement Démocratique et Social、英語: Democratic and Social Movement）は、アルジェリアの政党。
1966年社会前衛党（フランス語: Parti de l'Avant-Garde Socialiste、英語: Socialist Vanguard Party）として結成された。党首は、エル・ハーシミ・シェリフ（El Hachemi Chérif）。社会前衛党は法的には政党としての認可を得られなかったが、反対党（野党）の一つとして存続し、アルジェリア共産党の勢力拡大に歩調を合わせ、一貫して野党としての立場を堅持してきた。 同党はアルジェリア指導部と政策に対する先鋭な批判によって、非公認の存在ながらもPagsistesと呼ばれる党員たちは、アルジェリア社会の様々な団体、特にアルジェリア労働者総連合（Union Générale des Travailleurs Algériens、UGTA）や弁護士会などに浸透し、その団体の左傾化を促していったとされる。
1965年クーデターによってフワーリー・ブーメディエン政権が成立し、1971年に石油と天然ガスを国有化するなど社会主義政策を推進すると社会前衛党は政権との協調に転換する。しかし、1979年シャドリ・ベンジェディード政権が発足すると、同政権は経済自由化路線に転換し、これに反発する社会前衛党の党員を公権力から追放した。1989年の憲法改正により複数政党制が認められ社会前衛党も合法化された。1993年社会前衛党は党を再編成し、左翼自由主義政党のエテハージ（Ettehadi）を結成した。党内共産主義グループは、共産主義の伝統を維持することを目的にアルジェリア民主社会党（Algerian Party for Democracy and Socialism）を結成した。アルジェリア内戦の期間、エテハージは、イスラム原理主義に強く反対しイスラム救国戦線（FIS）の禁止を支持した。1999年エテハージは、党名を民主社会運動（Mouvement Démocratique et Social、Democratic and Social Movement）に変更した。2007年5月17日に行われたアルジェリア総選挙で1議席を獲得した。